# Liste der Nummer-eins-Hits in den britischen Charts (1973)
Dies ist eine Liste der Nummer-eins-Hits in den britischen Charts im Jahr 1973. Sie basiert auf den Official Singles Chart Top 50 und den Official Albums Chart Top 50, die vom Chart Information Network ermittelt wurden. Es gab in diesem Jahr 13 Nummer-eins-Singles und 20 Nummer-eins-Alben.

## Singles
| ← 1972 ← | Liste der Nummer-eins-Hits in den britischen Charts | Liste der Nummer-eins-Hits in den britischen Charts | Liste der Nummer-eins-Hits in den britischen Charts                                                              | 1974 →                    |
| \| Zeitraum \| Wo. ges. \| Interpret \| Titel Autor(en) \| Zusätzliche Informationen \| \| (Zeitraum, Wochen auf Platz eins, Interpret, Titel, Autor[en], zusätzliche Informationen) \| \| \| \| \| \| ----------------------------------------------------------------------------------------- \| -------- \| -------------------- \| ---------------------------------------------------------------------------------------------------------------- \| ------------------------- \| \| 17. Dezember 1972 – 20. Januar 1973 5 Wochen \| 5 \| Jimmy Osmond \| Long Haired Lover from Liverpool Christopher Kingsley \| – \| \| 21. Januar 1973 – 24. Februar 1973 5 Wochen \| 5 \| The Sweet \| Block Buster! Michael Donald Chapman, Nicky Chinn \| – \| \| 25. Februar 1973 – 24. März 1973 4 Wochen \| 4 \| Slade \| Cum On Feel the Noize Neville Holder, James Lea \| – \| \| 25. März 1973 – 31. März 1973 1 Woche \| 1 \| Donny Osmond \| The Twelfth of Never Musik: Jerry Livingston; Text: Paul Francis Webster \| – \| \| 1. April 1973 – 14. April 1973 2 Wochen \| 2 \| Gilbert O’Sullivan \| Get Down Gilbert O’Sullivan \| – \| \| 15. April 1973 – 12. Mai 1973 4 Wochen \| 4 \| Dawn \| Tie a Yellow Ribbon Round the Ole Oak Tree L. Russell Brown, Irwin Levine \| – \| \| 13. Mai 1973 – 9. Juni 1973 4 Wochen \| 4 \| Wizzard \| See My Baby Jive Roy Wood \| – \| \| 10. Juni 1973 – 16. Juni 1973 1 Woche \| 1 \| Suzi Quatro \| Can the Can Michael Donald Chapman, Nicky Chinn \| – \| \| 17. Juni 1973 – 23. Juni 1973 1 Woche \| 1 \| 10cc \| Rubber Bullets Laurence Neil Creme, Kevin Michael Godley, Graham Keith Gouldman \| – \| \| 24. Juni 1973 – 14. Juli 1973 3 Wochen \| 3 \| Slade \| Skweeze Me, Pleeze Me Neville Holder, James Lea \| – \| \| 15. Juli 1973 – 21. Juli 1973 1 Woche \| 1 \| Peters & Lee \| Welcome Home Musik: Stanislas Beldone; Originaltext: Jean Alphonse Dupre; englischer Text: Bryan Andre Blackburn \| – \| \| 22. Juli 1973 – 18. August 1973 4 Wochen \| 4 \| Gary Glitter \| I’m the Leader of the Gang (I Am) Gary Glitter, Mike Leander \| – \| \| 19. August 1973 – 15. September 1973 4 Wochen \| 4 \| Donny Osmond \| Young Love Carole Joyner, Ric Cartey \| – \| \| 16. September 1973 – 22. September 1973 1 Woche \| 1 \| Wizzard \| Angel Fingers Roy Wood \| – \| \| 23. September 1973 – 20. Oktober 1973 4 Wochen \| 4 \| Simon Park Orchestra \| Eye Level Jack Trombey \| – \| \| 21. Oktober 1973 – 10. November 1973 3 Wochen \| 3 \| David Cassidy \| Daydreamer / The Puppy Song Terence John Kevin Dempsey / Harry Nilsson \| – \| \| 11. November 1973 – 8. Dezember 1973 4 Wochen \| 4 \| Gary Glitter \| I Love You Love Me Love Gary Glitter, Mike Leander \| – \| \| 9. Dezember 1973 – 12. Januar 1974 5 Wochen \| 5 \| Slade \| Merry Xmas Everybody James Lea, Neville Holder \| – \| |                                                     |                                                     | |                           |
| ← 1972 |                                                     |                                                     | | → 1974 →                  |
| Zeitraum | Wo. ges.                                            | Interpret                                           | Titel Autor(en)                                                                                                  | Zusätzliche Informationen |
| (Zeitraum, Wochen auf Platz eins, Interpret, Titel, Autor[en], zusätzliche Informationen) |                                                     |                                                     | |                           |
| 17. Dezember 1972 – 20. Januar 1973 5 Wochen | 5                                                   | Jimmy Osmond                                        | Long Haired Lover from Liverpool Christopher Kingsley                                                            | –                         |
| 21. Januar 1973 – 24. Februar 1973 5 Wochen | 5                                                   | The Sweet                                           | Block Buster! Michael Donald Chapman, Nicky Chinn                                                                | –                         |
| 25. Februar 1973 – 24. März 1973 4 Wochen | 4                                                   | Slade                                               | Cum On Feel the Noize Neville Holder, James Lea                                                                  | –                         |
| 25. März 1973 – 31. März 1973 1 Woche | 1                                                   | Donny Osmond                                        | The Twelfth of Never Musik: Jerry Livingston; Text: Paul Francis Webster                                         | –                         |
| 1. April 1973 – 14. April 1973 2 Wochen | 2                                                   | Gilbert O’Sullivan                                  | Get Down Gilbert O’Sullivan                                                                                      | –                         |
| 15. April 1973 – 12. Mai 1973 4 Wochen | 4                                                   | Dawn                                                | Tie a Yellow Ribbon Round the Ole Oak Tree L. Russell Brown, Irwin Levine                                        | –                         |
| 13. Mai 1973 – 9. Juni 1973 4 Wochen | 4                                                   | Wizzard                                             | See My Baby Jive Roy Wood                                                                                        | –                         |
| 10. Juni 1973 – 16. Juni 1973 1 Woche | 1                                                   | Suzi Quatro                                         | Can the Can Michael Donald Chapman, Nicky Chinn                                                                  | –                         |
| 17. Juni 1973 – 23. Juni 1973 1 Woche | 1                                                   | 10cc                                                | Rubber Bullets Laurence Neil Creme, Kevin Michael Godley, Graham Keith Gouldman                                  | –                         |
| 24. Juni 1973 – 14. Juli 1973 3 Wochen | 3                                                   | Slade                                               | Skweeze Me, Pleeze Me Neville Holder, James Lea                                                                  | –                         |
| 15. Juli 1973 – 21. Juli 1973 1 Woche | 1                                                   | Peters & Lee                                        | Welcome Home Musik: Stanislas Beldone; Originaltext: Jean Alphonse Dupre; englischer Text: Bryan Andre Blackburn | –                         |
| 22. Juli 1973 – 18. August 1973 4 Wochen | 4                                                   | Gary Glitter                                        | I’m the Leader of the Gang (I Am) Gary Glitter, Mike Leander                                                     | –                         |
| 19. August 1973 – 15. September 1973 4 Wochen | 4                                                   | Donny Osmond                                        | Young Love Carole Joyner, Ric Cartey                                                                             | –                         |
| 16. September 1973 – 22. September 1973 1 Woche | 1                                                   | Wizzard                                             | Angel Fingers Roy Wood                                                                                           | –                         |
| 23. September 1973 – 20. Oktober 1973 4 Wochen | 4                                                   | Simon Park Orchestra                                | Eye Level Jack Trombey                                                                                           | –                         |
| 21. Oktober 1973 – 10. November 1973 3 Wochen | 3                                                   | David Cassidy                                       | Daydreamer / The Puppy Song Terence John Kevin Dempsey / Harry Nilsson                                           | –                         |
| 11. November 1973 – 8. Dezember 1973 4 Wochen | 4                                                   | Gary Glitter                                        | I Love You Love Me Love Gary Glitter, Mike Leander                                                               | –                         |
| 9. Dezember 1973 – 12. Januar 1974 5 Wochen | 5                                                   | Slade                                               | Merry Xmas Everybody James Lea, Neville Holder                                                                   | –                         |

## Alben
| ← 1972 ← | Liste der Nummer-eins-Hits in den britischen Charts | Liste der Nummer-eins-Hits in den britischen Charts | Liste der Nummer-eins-Hits in den britischen Charts | 1974 →                    |
| \| Zeitraum \| Wo. ges. \| Interpret \| Titel \| Zusätzliche Informationen \| \| (Zeitraum, Wochen auf Platz eins, Interpret, Titel, zusätzliche Informationen) \| \| \| \| \| \| ------------------------------------------------------------------------------ \| -------- \| -------------------------- \| ---------------------------------------- \| ------------------------- \| \| 17. Dezember 1972 – 6. Januar 1973 3 Wochen (insgesamt 11) \| 11 \| (Verschiedene Interpreten) \| 20 All Time Hits of the 50’s \| – \| \| 7. Januar 1973 – 13. Januar 1973 1 Woche (insgesamt 3) \| 3 \| Slade \| Slayed? \| – \| \| 14. Januar 1973 – 20. Januar 1973 1 Woche \| 1 \| Gilbert O’Sullivan \| Back to Front \| – \| \| 21. Januar 1973 – 3. Februar 1973 2 Wochen (insgesamt 3) \| 3 \| Slade \| Slayed? \| – \| \| 4. Februar 1973 – 17. März 1973 6 Wochen \| 6 \| Elton John \| Don’t Shoot Me I’m Only the Piano Player \| – \| \| 18. März 1973 – 24. März 1973 1 Woche \| 1 \| Alice Cooper \| Billion Dollar Babies \| – \| \| 25. März 1973 – 7. April 1973 2 Wochen \| 2 \| (Verschiedene Interpreten) \| 20 Flashback Greats of the Sixties \| – \| \| 8. April 1973 – 21. April 1973 2 Wochen \| 2 \| Led Zeppelin \| Houses of the Holy \| – \| \| 22. April 1973 – 28. April 1973 1 Woche \| 1 \| The Faces \| Ooh La La \| – \| \| 29. April 1973 – 2. Juni 1973 5 Wochen \| 5 \| David Bowie \| Aladdin Sane \| – \| \| 3. Juni 1973 – 23. Juni 1973 3 Wochen \| 3 \| (Verschiedene Interpreten) \| Pure Gold \| – \| \| 24. Juni 1973 – 11. August 1973 7 Wochen \| 7 \| (Soundtrack) \| That’ll Be the Day \| – \| \| 12. August 1973 – 25. August 1973 2 Wochen \| 2 \| Peters & Lee \| We Can Make It \| – \| \| 26. August 1973 – 15. September 1973 3 Wochen \| 3 \| Rod Stewart \| Sing It Again Rod \| – \| \| 16. September 1973 – 29. September 1973 2 Wochen \| 2 \| The Rolling Stones \| Goats Head Soup \| – \| \| 30. September 1973 – 20. Oktober 1973 3 Wochen (insgesamt 4) \| 4 \| Slade \| Sladest \| – \| \| 21. Oktober 1973 – 27. Oktober 1973 1 Woche \| 1 \| Status Quo \| Hello! \| – \| \| 28. Oktober 1973 – 1. Dezember 1973 5 Wochen \| 5 \| David Bowie \| Pinups \| – \| \| 2. Dezember 1973 – 8. Dezember 1973 1 Woche \| 1 \| Roxy Music \| Stranded \| – \| \| 9. Dezember 1973 – 15. Dezember 1973 1 Woche \| 1 \| David Cassidy \| Dreams Are Nuthin’ More Than Wishes \| – \| \| 16. Dezember 1973 – 29. Dezember 1973 2 Wochen \| 2 \| Elton John \| Goodbye Yellow Brick Road \| – \| \| 30. Dezember 1973 – 12. Januar 1974 2 Wochen \| 2 \| Yes \| Tales from Topographic Oceans \| – \| |                                                     |                                                     |                                                     |                           |
| ← 1972 |                                                     |                                                     |                                                     | → 1974 →                  |
| Zeitraum | Wo. ges.                                            | Interpret                                           | Titel                                               | Zusätzliche Informationen |
| (Zeitraum, Wochen auf Platz eins, Interpret, Titel, zusätzliche Informationen) |                                                     |                                                     |                                                     |                           |
| 17. Dezember 1972 – 6. Januar 1973 3 Wochen (insgesamt 11) | 11                                                  | (Verschiedene Interpreten)                          | 20 All Time Hits of the 50’s                        | –                         |
| 7. Januar 1973 – 13. Januar 1973 1 Woche (insgesamt 3) | 3                                                   | Slade                                               | Slayed?                                             | –                         |
| 14. Januar 1973 – 20. Januar 1973 1 Woche | 1                                                   | Gilbert O’Sullivan                                  | Back to Front                                       | –                         |
| 21. Januar 1973 – 3. Februar 1973 2 Wochen (insgesamt 3) | 3                                                   | Slade                                               | Slayed?                                             | –                         |
| 4. Februar 1973 – 17. März 1973 6 Wochen | 6                                                   | Elton John                                          | Don’t Shoot Me I’m Only the Piano Player            | –                         |
| 18. März 1973 – 24. März 1973 1 Woche | 1                                                   | Alice Cooper                                        | Billion Dollar Babies                               | –                         |
| 25. März 1973 – 7. April 1973 2 Wochen | 2                                                   | (Verschiedene Interpreten)                          | 20 Flashback Greats of the Sixties                  | –                         |
| 8. April 1973 – 21. April 1973 2 Wochen | 2                                                   | Led Zeppelin                                        | Houses of the Holy                                  | –                         |
| 22. April 1973 – 28. April 1973 1 Woche | 1                                                   | The Faces                                           | Ooh La La                                           | –                         |
| 29. April 1973 – 2. Juni 1973 5 Wochen | 5                                                   | David Bowie                                         | Aladdin Sane                                        | –                         |
| 3. Juni 1973 – 23. Juni 1973 3 Wochen | 3                                                   | (Verschiedene Interpreten)                          | Pure Gold                                           | –                         |
| 24. Juni 1973 – 11. August 1973 7 Wochen | 7                                                   | (Soundtrack)                                        | That’ll Be the Day                                  | –                         |
| 12. August 1973 – 25. August 1973 2 Wochen | 2                                                   | Peters & Lee                                        | We Can Make It                                      | –                         |
| 26. August 1973 – 15. September 1973 3 Wochen | 3                                                   | Rod Stewart                                         | Sing It Again Rod                                   | –                         |
| 16. September 1973 – 29. September 1973 2 Wochen | 2                                                   | The Rolling Stones                                  | Goats Head Soup                                     | –                         |
| 30. September 1973 – 20. Oktober 1973 3 Wochen (insgesamt 4) | 4                                                   | Slade                                               | Sladest                                             | –                         |
| 21. Oktober 1973 – 27. Oktober 1973 1 Woche | 1                                                   | Status Quo                                          | Hello!                                              | –                         |
| 28. Oktober 1973 – 1. Dezember 1973 5 Wochen | 5                                                   | David Bowie                                         | Pinups                                              | –                         |
| 2. Dezember 1973 – 8. Dezember 1973 1 Woche | 1                                                   | Roxy Music                                          | Stranded                                            | –                         |
| 9. Dezember 1973 – 15. Dezember 1973 1 Woche | 1                                                   | David Cassidy                                       | Dreams Are Nuthin’ More Than Wishes                 | –                         |
| 16. Dezember 1973 – 29. Dezember 1973 2 Wochen | 2                                                   | Elton John                                          | Goodbye Yellow Brick Road                           | –                         |
| 30. Dezember 1973 – 12. Januar 1974 2 Wochen | 2                                                   | Yes                                                 | Tales from Topographic Oceans                       | –                         |

Die Angaben basieren auf den offiziellen Verkaufshitparaden des Chart Information Networks für das Vereinigte Königreich. Die Datumsangaben beziehen sich auf das Gültigkeitsdatum der Charts, also jeweils die auf die Verkaufswoche folgende Woche.

## Jahreshitparaden
| ← 1972 ← | Liste der Nummer-eins-Hits in den britischen Charts | Liste der Nummer-eins-Hits in den britischen Charts   | Liste der Nummer-eins-Hits in den britischen Charts | 1974 →   |
| \| Singles \| Position# \| Alben \| \| ----------------------------------------------------------------------------------------------------------------------------- \| --------- \| ----------------------------------------------------- \| \| Tie a Yellow Ribbon Round the Ole Oak Tree Dawn L. Russell Brown, Irwin Levine \| 1 \| Don’t Shoot Me I’m Only the Piano Player Elton John \| \| Eye Level Simon Park Orchestra Jack Trombey \| 2 \| Aladdin Sane David Bowie \| \| Welcome Home Peters & Lee Musik: Stanislas Beldone; Originaltext: Jean Alphonse Dupre; englischer Text: Bryan Andre Blackburn \| 3 \| Simon and Garfunkel’s Greatest Hits Simon & Garfunkel \| \| Block Buster! The Sweet Michael Donald Chapman, Nicky Chinn \| 4 \| We Can Make It Peters & Lee \| \| Cum On Feel the Noize Slade Neville Holder, James Lea \| 5 \| The Beatles 1967–1970 The Beatles \| \| I Love You Love Me Love Gary Glitter Gary Glitter, Mike Leander \| 6 \| The Dark Side of the Moon Pink Floyd \| \| See My Baby Jive Wizzard Roy Wood \| 7 \| Back to Front Gilbert O’Sullivan \| \| I’m the Leader of the Gang (I Am) Gary Glitter Gary Glitter, Mike Leander \| 8 \| Hunky Dory David Bowie \| \| The Twelfth of Never Donny Osmond Musik: Jerry Livingston; Text: Paul Francis Webster \| 9 \| The Beatles 1962–1966 The Beatles \| \| Daydreamer / The Puppy Song David Cassidy Terence John Kevin Dempsey / Harry Nilsson \| 10 \| And I Love You So Perry Como \| |                                                     |                                                       |                                                     |          |
| ← 1972 |                                                     |                                                       |                                                     | → 1974 → |
| Singles | Position#                                           | Alben                                                 |                                                     |          |
| Tie a Yellow Ribbon Round the Ole Oak Tree Dawn L. Russell Brown, Irwin Levine | 1                                                   | Don’t Shoot Me I’m Only the Piano Player Elton John   |                                                     |          |
| Eye Level Simon Park Orchestra Jack Trombey | 2                                                   | Aladdin Sane David Bowie                              |                                                     |          |
| Welcome Home Peters & Lee Musik: Stanislas Beldone; Originaltext: Jean Alphonse Dupre; englischer Text: Bryan Andre Blackburn | 3                                                   | Simon and Garfunkel’s Greatest Hits Simon & Garfunkel |                                                     |          |
| Block Buster! The Sweet Michael Donald Chapman, Nicky Chinn | 4                                                   | We Can Make It Peters & Lee                           |                                                     |          |
| Cum On Feel the Noize Slade Neville Holder, James Lea | 5                                                   | The Beatles 1967–1970 The Beatles                     |                                                     |          |
| I Love You Love Me Love Gary Glitter Gary Glitter, Mike Leander | 6                                                   | The Dark Side of the Moon Pink Floyd                  |                                                     |          |
| See My Baby Jive Wizzard Roy Wood | 7                                                   | Back to Front Gilbert O’Sullivan                      |                                                     |          |
| I’m the Leader of the Gang (I Am) Gary Glitter Gary Glitter, Mike Leander | 8                                                   | Hunky Dory David Bowie                                |                                                     |          |
| The Twelfth of Never Donny Osmond Musik: Jerry Livingston; Text: Paul Francis Webster | 9                                                   | The Beatles 1962–1966 The Beatles                     |                                                     |          |
| Daydreamer / The Puppy Song David Cassidy Terence John Kevin Dempsey / Harry Nilsson | 10                                                  | And I Love You So Perry Como                          |                                                     |          |